# Trophée des As
Le Trophée des As, organisé par le Trophée taurin, récompense le meilleur raseteur de la saison taurine de course camarguaise. Le trophée est créé en 1952 par Georges Thiel, par Marius Gardiol ainsi que par Paul Laurent,. La Cocarde d'or compte pour ce trophée.

## Les vainqueurs
| Année | Vainqueur              | Arènes de la finale |
| 1952  | André Douleau          | Beaucaire           |
| 1953  | André Douleau          | Nîmes               |
| 1954  | Roger Douleau          | Nîmes               |
| 1955  | Manolo Falomir         | Arles               |
| 1956  | Manolo Falomir         | Nîmes               |
| 1957  | Manolo Falomir         | Arles               |
| 1958  | André Soler            | Nîmes               |
| 1959  | Roger Pascal           | Arles               |
| 1960  | André Soler            | Nîmes               |
| 1961  | André Soler            | Arles               |
| 1962  | André Soler            | Nîmes               |
| 1963  | André Soler            | Arles               |
| 1964  | André Soler            | Nîmes               |
| 1965  | Maurice Rinaldi        | Arles               |
| 1966  | Norbert Geneste        | Nîmes               |
| 1967  | Norbert Geneste        | Arles               |
| 1968  | Maurice Rinaldi        | Nîmes               |
| 1969  | Robert Marchand        | Arles               |
| 1970  | Patrick Castro         | Nîmes               |
| 1971  | Patrick Castro         | Arles               |
| 1972  | Patrick Castro         | Arles               |
| 1973  | Émile Dumas            | Arles               |
| 1974  | Émile Dumas            | Nîmes               |
| 1975  | Patrick Castro         | Arles               |
| 1976  | Patrick Castro         | Nîmes               |
| 1977  | Patrick Castro         | Arles               |
| 1978  | Patrick Castro         | Nîmes               |
| 1979  | Jacky Siméon           | Arles               |
| 1980  | Patrick Castro         | Nîmes               |
| 1981  | Thierry Ferrand        | Arles               |
| 1982  | Christian Chomel       | Nîmes               |
| 1983  | Christian Chomel       | Arles               |
| 1984  | Christian Chomel       | Arles               |
| 1985  | Thierry Ferrand        | Arles               |
| 1986  | Thierry Ferrand        | Nîmes               |
| 1987  | Thierry Ferrand        | Arles               |
| 1988  | Thierry Ferrand        | Arles               |
| 1989  | Christian Chomel       | Arles               |
| 1990  | Luc Mézy               | Nîmes               |
| 1991  | Luc Mézy               | Arles               |
| 1992  | Thierry Ferrand        | Nîmes               |
| 1993  | Luc Mézy               | Arles               |
| 1994  | Luc Mézy               | Nîmes               |
| 1995  | Thierry Félix          | Arles               |
| 1996  | Stéphane Rouveyrolles  | Nîmes               |
| 1997  | Stéphane Rouveyrolles  | Arles               |
| 1998  | Mouloud Bensalah       | Nîmes               |
| 1999  | Mouloud Bensalah       | Arles               |
| 2000  | Sabri Allouani         | Nîmes               |
| 2001  | Sabri Allouani         | Arles               |
| 2002  | Sabri Allouani         | Arles               |
| 2003  | Sabri Allouani         | Arles               |
| 2004  | Sabri Allouani         | Nîmes               |
| 2005  | Sabri Allouani         | Arles               |
| 2006  | Sabri Allouani         | Nîmes               |
| 2007  | Loïc Auzolle           | Arles               |
| 2008  | Sabri Allouani         | Nîmes               |
| 2009  | Sabri Allouani         | Arles               |
| 2010  | Loïc Auzolle           | Nîmes               |
| 2011  | Loïc Auzolle           | Arles               |
| 2012  | Bastien Four           | Nîmes               |
| 2013  | Loïc Auzolle           | Arles               |
| 2014  | Sabri Allouani         | Nîmes               |
| 2015  | Zakaria Katif          | Arles               |
| 2016  | Joachim Cadenas        | Nîmes               |
| 2017  | Youssef Zekraoui       | Arles               |
| 2018  | Joachim Cadenas        | Nîmes               |
| 2019  | Zakaria Katif          | Arles               |
| 2020  | Pas de Trophée (Covid) | Nîmes               |
| 2021  | Vincent Marignan       | Arles               |
| 2022  | Zakaria Katif          | Nimes               |
| 2023  | Zakaria Katif          | Arles               |